# Garford-Putilov
I Garford-Putilov erano un tipo di autoblindo prodotto in Russia durante il periodo della prima guerra mondiale. Erano costruiti sul telaio dei camion Garford Motor Co. Truck, importati dagli Stati Uniti d'America.

## Tecnica
Anche se considerata come una macchina robusta e affidabile dai suoi utenti, il Garford-Putilov era gravemente sottodimensionato. Con un peso totale di circa 11 tonnellate, e solo 30 CV, i veicoli avevano una velocità massima di circa 18 - 20 chilometri all'ora. Oltretutto il veicolo aveva un centro di gravità molto alto, limitando fortemente (o negando completamente) le capacità fuoristrada.

## Utilizzo
Oltre ai paesi nati dalla caduta del vecchio Impero russo, gli autoblindi Garford-Putilov erano anche impiegati dalle forze tedesche. I tedeschi avevano catturato alcuni dei veicoli, e li impiegarono verso la fine della prima guerra mondiale, e dopo l'armistizio nella Freikorps.